# Bohušovice nad Ohří
Bohušovice nad Ohří (în germană Bauschowitz an der Eger) este o comună și un oraș din districtul Litoměřice din regiunea Ústí nad Labem din Cehia. Are o populație de aproximativ 2.400 de locuitori.
Se află pe malul râului Ohře (după cum arată și numele). Principalul obiectiv turistic al orașului este Biserica „Sfinții Procopie și Nicolae”, în stil baroc, din 1716, cu un turn inițial gotic.

## Diviziuni administrative
Bohušovice nad Ohří este alcătuit din două diviziuni administrative (populația este între paranteze conform recensământului din 2021):
- Bohušovice nad Ohří (2.078)
- Hrdly (337)

## Etimologie
Numele inițial al așezării a fost Búšovice. Numele este derivat din prenumele personal Búš, care are sensul „satul oamenilor lui Búš”. Deoarece Búš a fost o formă prescurtată a numelui Bohuš, numele așezării a fost distorsionat în forma sa actuală în secolul al XIV-lea.

## Geografie
Bohušovice nad Ohří se află la aproximativ 5 kilometri (3 mi) sud de Litoměřice și la 20 kilometri (12 mi) sud-est de Ústí nad Labem. Se găsește într-un peisaj agricol plat al Platoului Ohře de Jos. Orașul propriu-zis se află pe malul stâng al râului Ohře.

## Istorie
Prima mențiune scrisă a satului Bohušovice nad Ohří datează din anul 993, când ducele Boleslau al II-lea a donat satul Mănăstirii din Břevnov⁠(d). De-a lungul timpului, satul a avut numeroși proprietari.
În 1384, mănăstirea din Doksany⁠(d) a construit Biserica Sfântul Procopie.
Din 1436 până în 1460, Bohušovice a fost o proprietate a orașului Litoměřice, apoi a fost cumpărat de Vilému din Kounice⁠(d), care l-a vândut familiei Kaplíř din Sulejovice⁠(d). Dar, după un proces judiciar, satul a revenit în proprietatea Mănăstirii din Doksany.
În timpul Războiului de Treizeci de Ani, Bohušovice a fost jefuit și avariat de mai multe ori de saxoni și suedezi. După refacerea parțială a satului, acesta a fost din nou jefuit, de data aceasta de către prusaci în timpul Războiului de Șapte Ani.
Dezvoltarea economică a satului a început odată cu construirea liniei de cale ferată de la Praga la Dresda, care a fost dată în funcțiune din 1850.
În 1920, Bohušovice a fost promovat la rangul de oraș. După ce a încetat să mai fie oraș în timpul celui de-Al Doilea Război Mondial, statutul său de oraș a fost restabilit în 1998.

## Transporturi

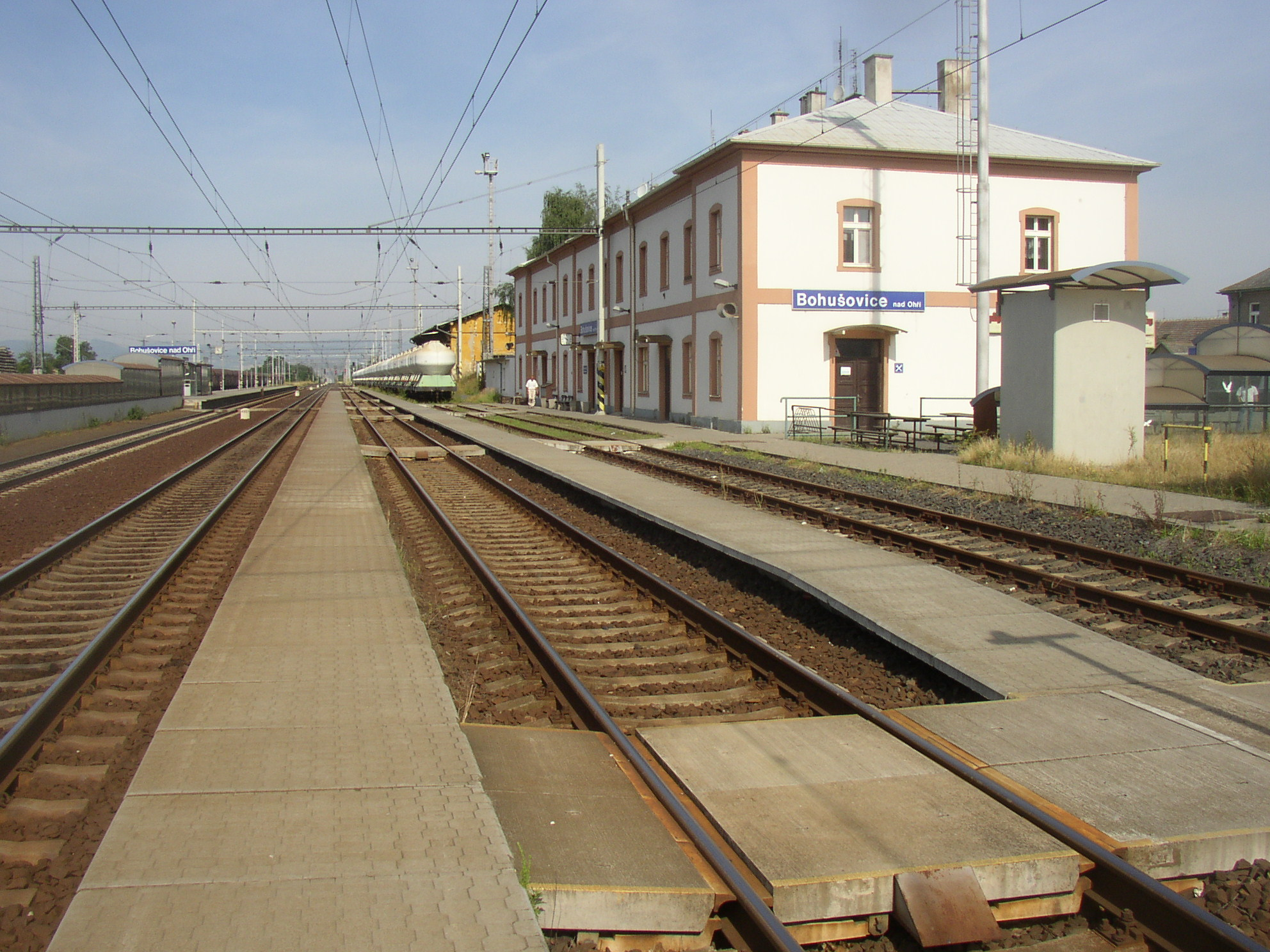
Gară

Bohušovice nad Ohří este situat pe linia de cale ferată Praga – Děčín.

## Obiective turistice
Principalul obiectiv turistic al orașului este Biserica „Sfinții Procopie și Nicolae”. Este o biserică barocă din 1716 cu înalt nivel artistic, cu un turn inițial gotic.
Alte obiective turistice din comună sunt Capela „Sfânta Ana”, construită în stil Empire în prima jumătate a secolului al XIX-lea, și un pod din 1848, în același stil, din piatră, peste râul Ohře.

## Galerie de imagini

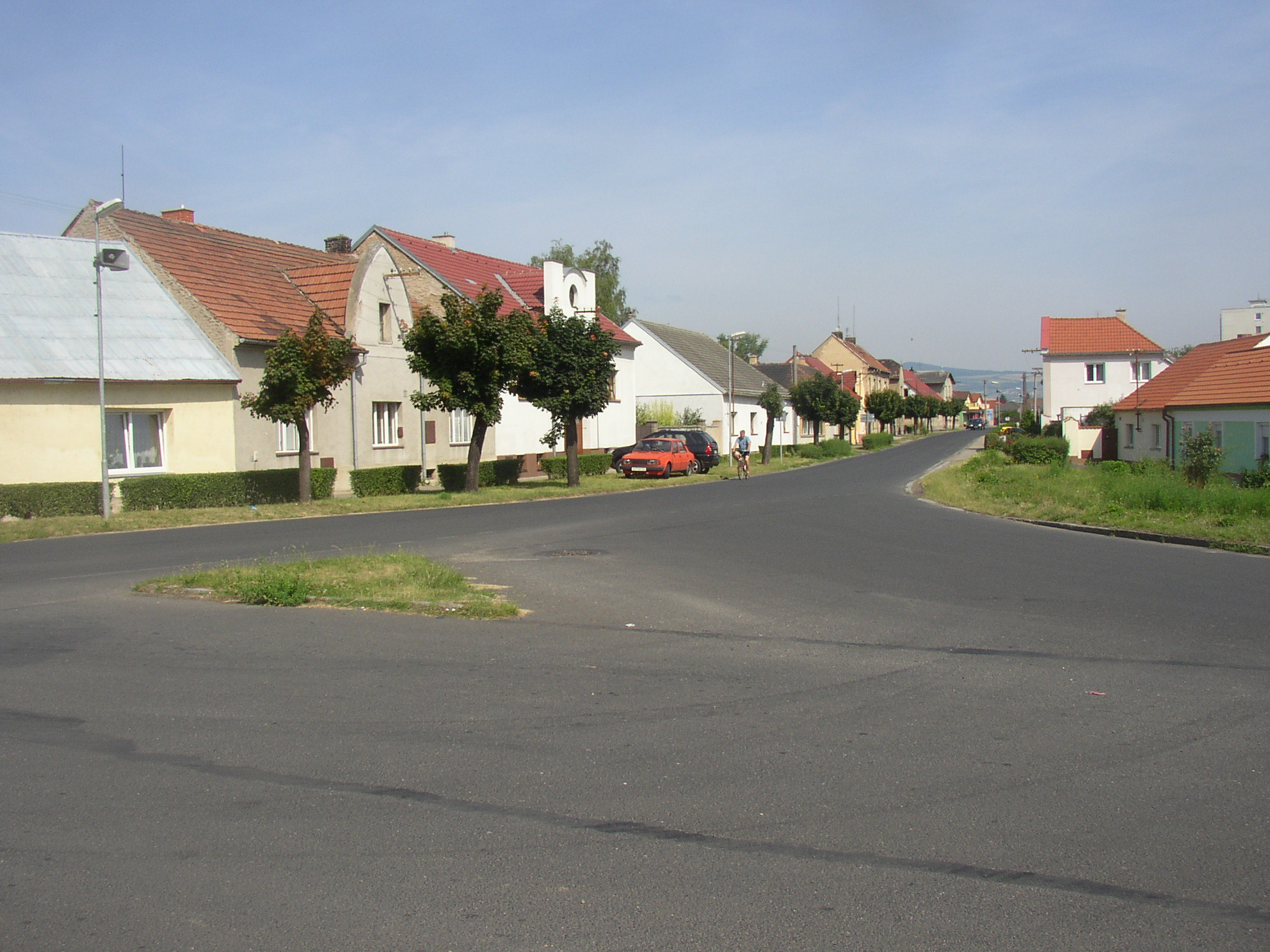
Strada Masaryk
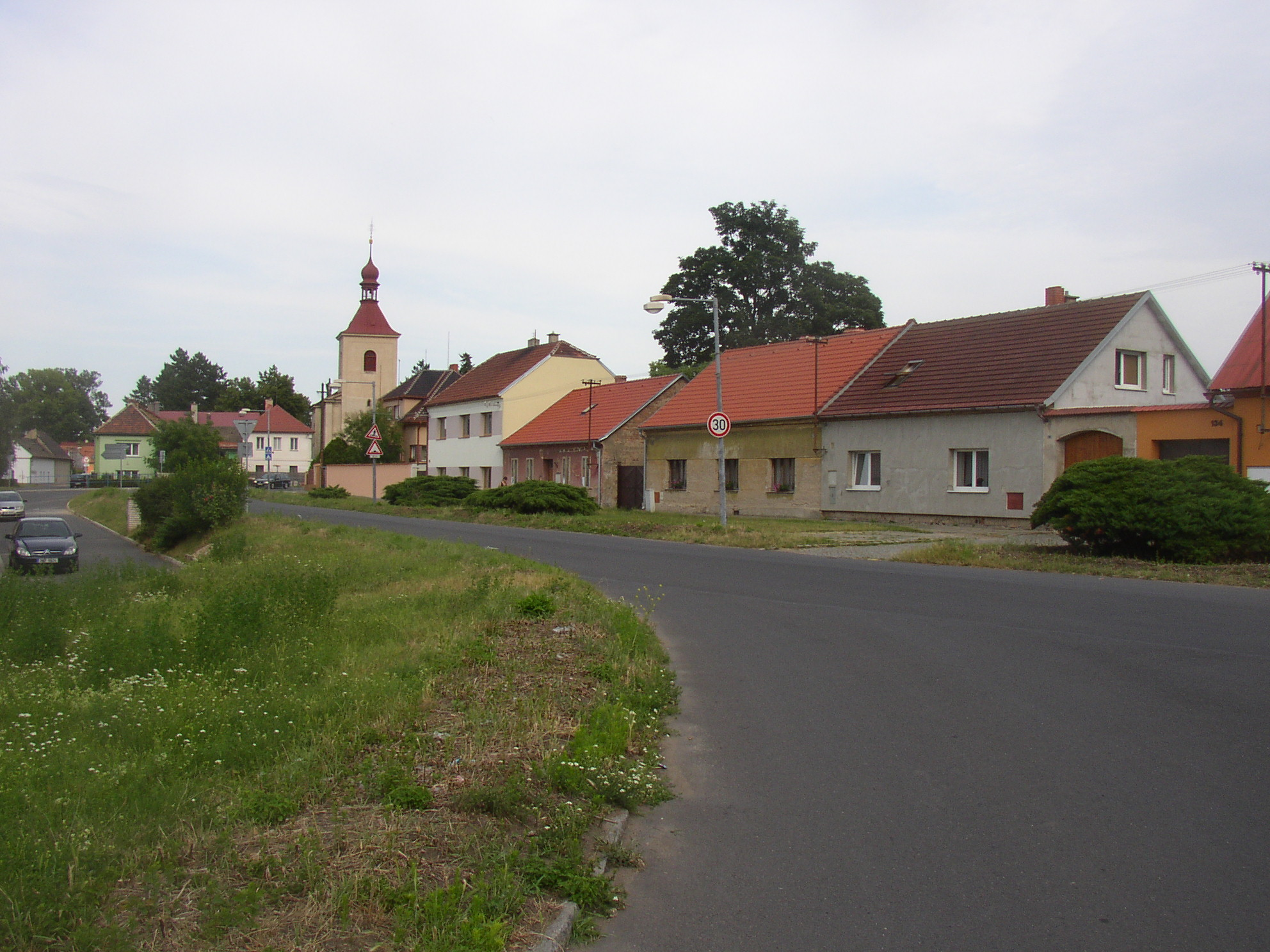
Strada Tylova
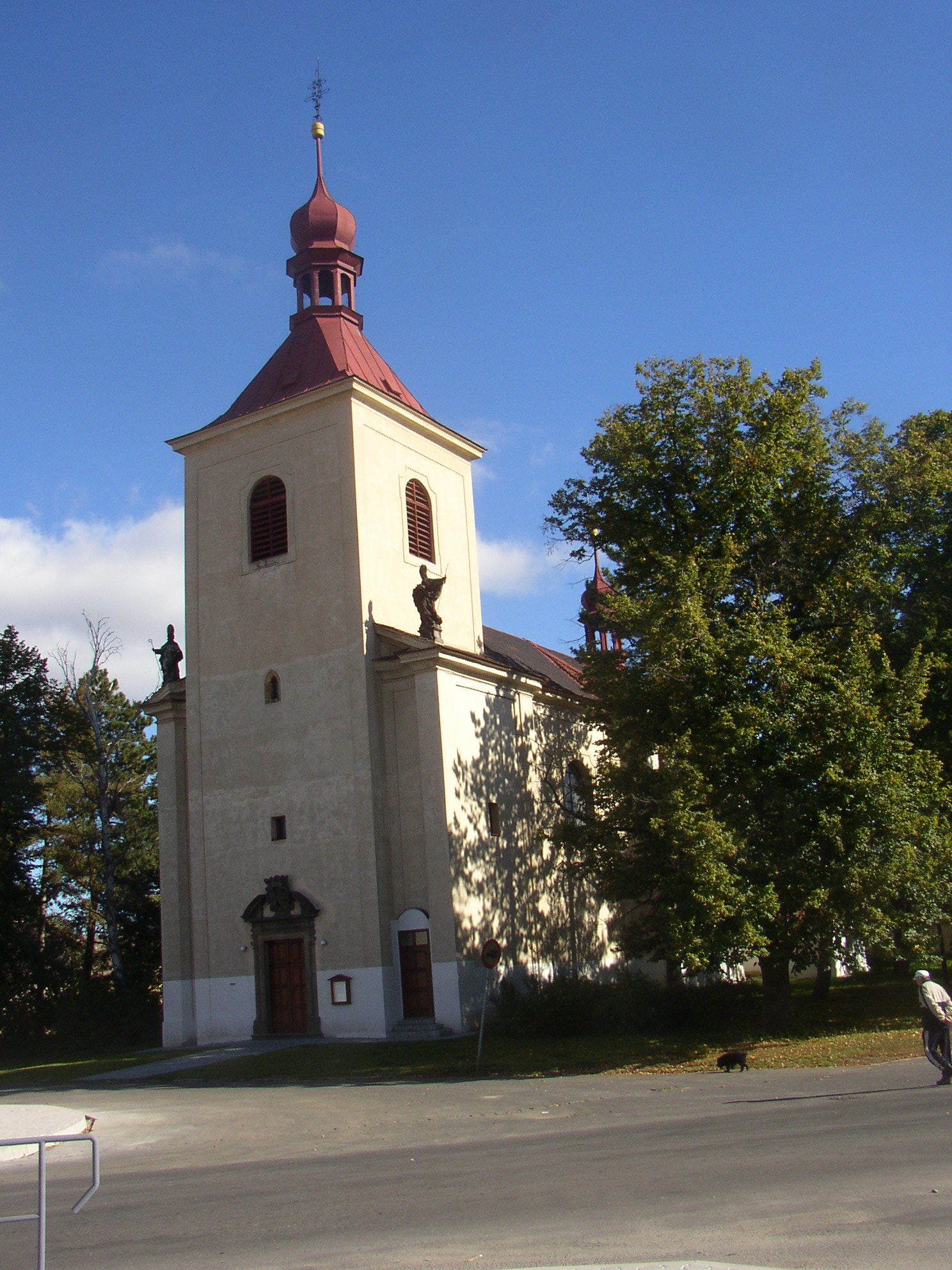
Biserica „Sfinții Procopie și Nicolae”
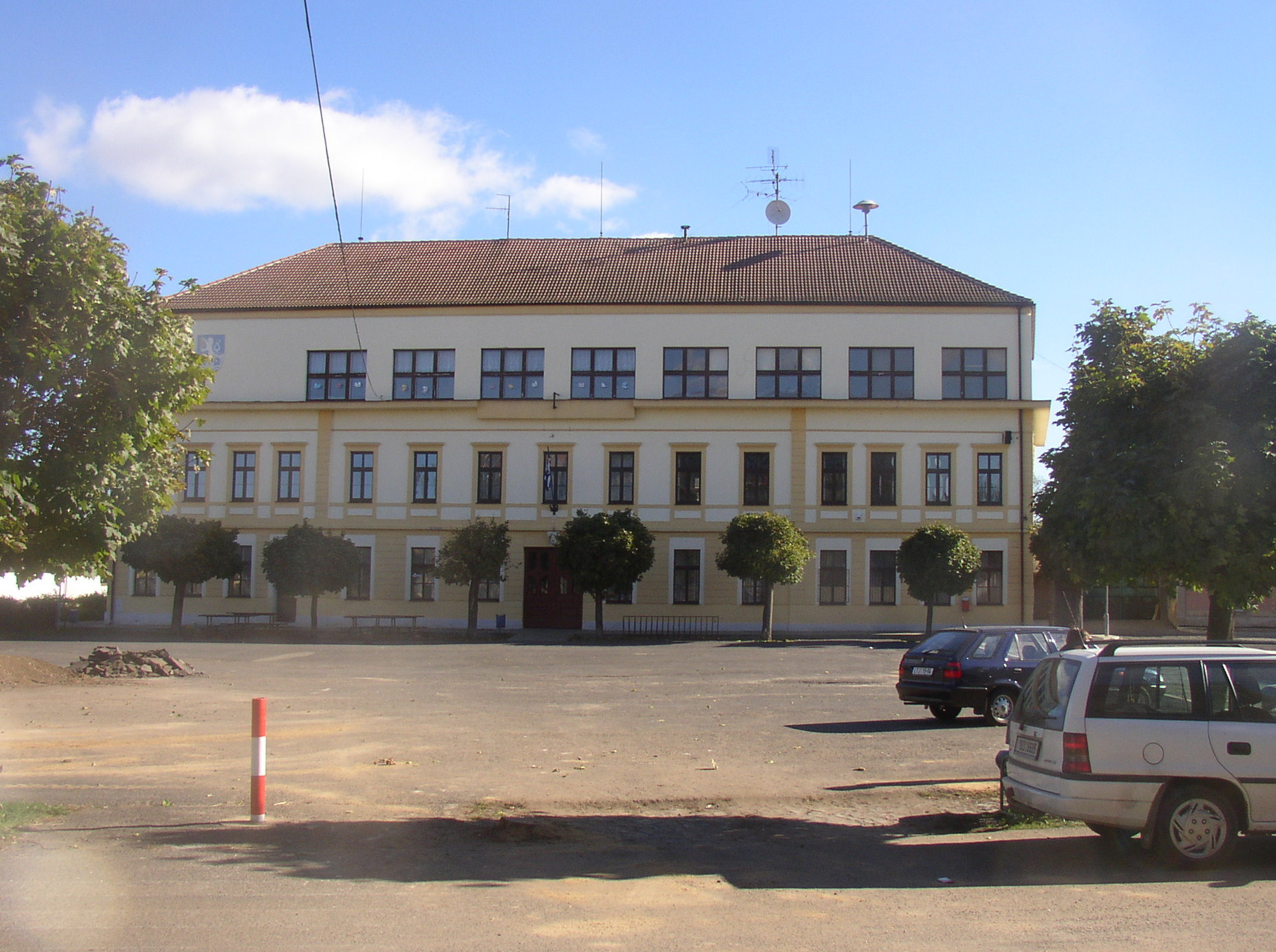
Primăria
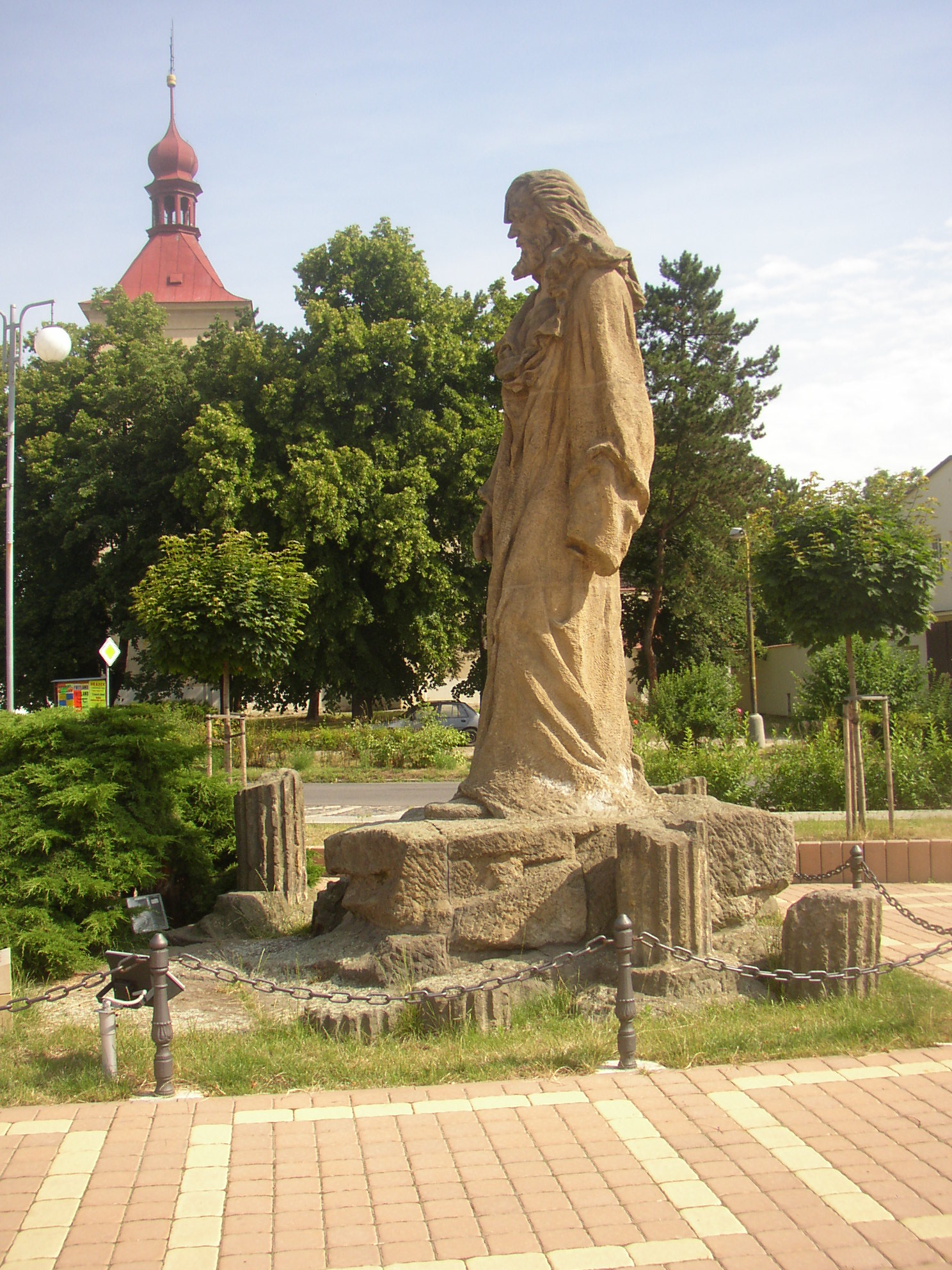
Monumentul lui Jan Hus